# 307
Évszázadok: 3. század – 4. század – 5. század
Évtizedek: 250-es évek – 260-as évek – 270-es évek – 280-as évek – 290-es évek – 300-as évek – 310-es évek – 320-as évek – 330-as évek – 340-es évek – 350-es évek
Évek: 302 – 303 – 304 – 305 –  306 – 307 – 308 – 309 – 310 – 311 – 312

## Események

### Római Birodalom
- A polgárháború sújtotta birodalomban keleten Severus császárt és Maximinus Daia caesart, Itáliában Galerius császárt és Maximinus Daia caesart, nyugaton Maximianus volt császárt és Constantinus császárt választják consulnak.
- Constantinus caesar legyőzi a Galliát fosztogató frankokat. A hadifoglyokat – köztük a frankok két királyát, Ascaricot és Merogaist – Augusta Treverorum arénájában vadállatok elé vetik. Constantinus jelentős építkezésekbe kezd a városban, megerősíti a városfalat és megkezdi egy palota építését.
- Severus császár Itáliába vonul, hogy leverje Maxentius lázadását. Csapatai – amelyek korábban Maxentius apja, Maximianus alatt szolgáltak – azonban átállnak az ellenséghez. Severus Ravennába menekül, ahol Maxentius ostrom alá veszi, majd tárgyalások után foglyul ejti Severust.
- Maxentius apja, Maximianus Galliába utazik Constantinushoz, ahol szövetséget kötnek. Constantinus cserébe megkapja a császári (augustus) címet és Maximianus kisebbik lányának, Faustának a kezét.
- Galerius bevonul Itáliába, hogy leverje Maxentius lázadását. Ostrom alá veszi őt Rómában, de csapatai elégedetlenkednek a polgárháború miatt és attól is tart, hogy Constantinus északról csapdába ejti. Emiatt végül feladja az ostromot és fosztogatva kivonul Itáliából. Maxentius kivégezteti Severust.

### Kína
- Január 8-án meghal a szellemi fogyatékos Huj császár, feltehetően régense, Sze-ma Jüe mérgezi meg. A trónon féltestvére, Sze-ma Csi követi, aki a Huaj uralkodói nevet veszi fel. Bár formálisan már nincs szükség régensre, a kormányzat jórészt Sze-ma Jüe irányítása alatt marad. Az ország jelentős részét azonban egymással vetélkedő hadurak uralják, akik közül egyre többen kiáltják ki a függetlenségüket.

## Halálozások
- január 8. – Csin Huj-ti, kínai császár
- szeptember 16. – Severus, római császár

## Fordítás
- Ez a szócikk részben vagy egészben  a(z)   307 című angol Wikipédia-szócikk ezen változatának fordításán alapul.  Az eredeti cikk szerkesztőit annak laptörténete sorolja fel. Ez a jelzés csupán a megfogalmazás eredetét és a szerzői jogokat jelzi, nem szolgál a cikkben szereplő információk forrásmegjelöléseként.